# Carla Rodenberg
Carla Rodenberg (Gouda, 21 maart 1941) is een Nederlands schilderes.

## Loopbaan
Carla Rodenberg volgde de opleiding aan de Koninklijke Academie van Beeldende Kunsten te Den Haag. Naast het schilderen van stillevens is zij vooral bekend geworden als portretschilder. Zij vervaardigde de zeefdruk, die door koningin Beatrix werd uitgekozen als officieel staatsieportret.
Carla Rodenberg heeft haar atelier in een verbouwde monumentale boerderij aan de Bloemendaalseweg in Gouda. (Een aantal boerderijen in dit gebied zijn gespaard gebleven bij de aanleg van de nieuwe wijk Bloemendaal en vormen tezamen de zogenaamde 'Goudse Hofsteden'.)
Haar meest recente opdrachten (medio 2007) betreffen de portretten van een aantal hoogleraren, die met emeritaat gaan.

## Privéleven
Carla Rodenberg is gehuwd met beeldhouwer Gerard Bakker

## Werk (selectie)

### Portretten
- Josche P. Roverts (1980), Gouds kunstenares (collectie Museum Gouda)
- Dr. Jan Schouten, kunstenaar, conservator en voormalig directeur Museum Gouda (collectie Museum Gouda)
- Koningin Beatrix, staatsieportret 1994, zeefdruk (in bruikleen bij Museum Gouda)
- Portret van een Bruidje (1999) (collectie Museum Gouda)
- Pim Leefsma, kunstenaar
- Nel Oskam - van den Berg, directeur Goudse Schouwburg en Cinema Gouda

### Bloemstillevens
- Voorjaarsbloemen  (1997), olieverf op doek
- Bloemen met Ierse handdoek (1999), olieverf op doek
- Boeket (2002), olieverf op doek